# 萨莫·雷石东
萨莫·穆雷·雷石东（英語：Sumner Murray Redstone，1923年5月27日—2020年8月11日）是美国一名亿万富翁、企业家和媒体大亨。他是全美娱乐连锁剧院的大股东和董事长；并通过全美娱乐公司，雷石东和他的家族是大众传媒集团维亚康姆CBS的主要投票股东，而这家集团控制着派拉蒙影业、CBS电视网及其他多个有线电视网等。根据《福布斯》的报道，截至2020年4月，雷石东的个人资产为26亿美元。
雷石东曾是CBS公司和维亚康姆集团的执行董事长。2016年2月，92岁的雷石东在法庭的谕令下接受了一名老年精神病学专家的检查后辞去了上述职务。他在CBS公司的职务由莱斯·穆恩维斯继任；而其维亚康姆职位由菲利普·达奥普继任。

## 早年生活
萨莫·雷石东出生于美国马萨诸塞州波士顿市的一个犹太人家庭， 他的父母是迈克尔和贝尔·罗斯坦（他母亲的娘家姓氏为奥斯特罗夫斯基（Ostrovsky））。1940年，在萨莫的要求下，他的父亲将家庭姓氏罗斯坦（Rothstein）改为雷石东（Redstone）。 雷石东（Redstone）这个姓氏是德裔犹太人姓氏罗斯坦（Rothstein）的英语直译。 迈克尔·罗斯坦拥有马塞诸塞州戴德姆的东北剧院公司（全美娱乐公司前身） 和拉丁区夜店波士顿分店。
雷石东进入到波士顿拉丁学校学习，他以第一名的成绩从该校毕业。1944年，他从哈佛大学毕业， 他仅仅以三年的时间完成了他的学士课程。随后，萨莫·雷石东在第二次世界大战期间成为美国陆军中尉， 负责破解日军密码。 退役后，雷石东前往华盛顿特区工作并考入乔治城大学法律中心。1947年，他转学到哈佛法学院并在这里获得他的法律博士学位。
法学院毕业之后，雷石东成为美国司法部总检察长湯瑪斯·坎貝爾·克拉克（后来在1949年至1967年期间成为美国最高法院美国最高法院助理大法官）的特别助理， 随后他在华盛顿特区和旧金山为美国税务司服务，再然后他开始个人执业。1954年，雷石东加入到他父亲所经营的院线运营公司——全美娱乐公司。1976年，他成为公司首席执行官。 随着公司的发展，雷石东开始意识到内容比渠道更重要：发行渠道始终不变，因而内容才是至关重要的（为此他提出了“内容为王”的口号）。 他投资了哥伦比亚电影公司、20世纪福斯电影公司、猎户座电影公司和派拉蒙电影公司（20世纪90年代，雷石东的维亚康姆收购了派拉蒙），这些投资都是在20世纪80年代早期这些公司股票上涨的时期购入，因而雷石东获利丰厚。
1979年，雷石东因在科普利广场酒店遭遇火灾而被严重烧伤，经过马萨诸塞州总医院长达30小时的抢救而幸存下来。虽然他被警告可能因此无法恢复正常人的生活，但是坚强的他坚持打网球复健。八年后，他重返商界，并开始恶意收购维亚康姆。 雷石东曾和人讨论过他的幸存故事，体现了他的坚强意志和求生意愿。

## 个人自传
萨莫·雷石东的个人自传《赢的激情》（A Passion to Win）是与作家彼得·诺克勒联合撰写，在2001年交由他旗下维亚康姆的子公司西蒙与舒斯特出版社出版发行。 这本书详细介绍了雷石东青少年时期在波士顿市的生活，和他后来对维亚康姆的艰难收购以及他在购买并管理百视达和派拉蒙所克服的问题。这本书同时还讲述了传奇一般的CBS收购案（维亚康姆原本是CBS旗下负责节目联运的子公司，但在30年后反过来收购了以前的母公司CBS）。
在《赢的激情》的发行宣传期里，维亚康姆集团收购了几家广播电台和两家电视台。这其中包括了：WBZ-TV，它在CBS与维亚康姆合并四年后透过西屋公司收购而成为CBS自有电视台；和位于雷石东家乡波士顿的WSBK-TV。

## 政治立场
萨莫·雷石东是一个资深的民主党支持者，有许多民主党竞选历史，包括定期捐款给泰德·肯尼迪、约翰·克里和前参议院多数党领袖汤姆·达施勒。 在2004年美国总统选举时，雷石东支持了共和党总统候选人乔治·沃克·布什。据称这是因为他认为布什的政策更有利于经济的发展和惠及他的公司。 但在初选阶段，雷石东还是捐款给了克里。

## 个人生活
1947年，萨莫·雷石东迎娶了菲利斯·格洛丽亚·拉斐尔（Phyllis Gloria Raphael）， 他们的婚姻持续到1999年。雷石东与菲利斯拥有两个孩子：布伦特·雷石东和莎莉·雷石东。在第一段婚姻结束三年后，雷石东迎娶了保拉·福尔图纳托（Paula Fortunato），一名比雷石东年轻39岁的小学教师。。2008年10月17日，他们的婚姻宣布结束。 雷石东与保拉的离婚手续在2009年1月22日完成。
雷石东在加利福尼亚州贝弗利山庄的贝弗利帕克拥有一套豪宅，这是雷石东在2002年以1450万美元购得。

## 延伸阅读
- 萨莫·雷石东. . Harvard Law School third year paper. 1947年.

- 肯·奥莱塔（英语：Ken Auletta）. . 纽约市: 兰登书屋. 1997年. ISBN 978-0-307-79985-2.

- 萨莫·雷石东; Peter Knobler. . 伦敦市: 西蒙与舒斯特出版社. 2001年. ISBN 978-0-684-86224-8.

- Keach Hagey. . 纽约市: 哈珀柯林斯. 2018年. ISBN 978-0-062-65409-0.